# Sardocyrnia fortunaria
Sardocyrnia fortunaria är en fjärilsart som beskrevs av Vázquez 1905. Sardocyrnia fortunaria ingår i släktet Sardocyrnia och familjen mätare. Inga underarter finns listade.